# Sonnenbrand

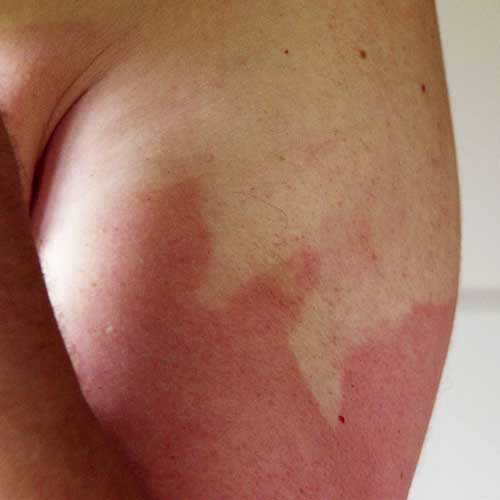
Sonnenbrand nach unvollständigem Schutz

Der Sonnenbrand (genannt auch UV-Erythem, Erythema solare und Dermatitis solaris) ähnelt einer Verbrennung der Haut ersten bis zweiten Grades. Er wird verursacht durch die Ultraviolett-Strahlung der Sonne oder anderer Strahlungsquellen. Dabei kommt es innerhalb von 1–6 Stunden nach der Bestrahlung zu scharf begrenzter Rötung, Hitzegefühl, Juckreiz, Schmerzen, gelegentlich Blasenbildung und Ödemen der bestrahlten Haut. Die Symptome erreichen ihr Maximum nach 12–24 Stunden und bilden sich innerhalb von drei bis sieben Tagen ggf. mit Abschuppung zurück. Im Gesicht kann es auch zu Binde- und Hornhautentzündung des Auges kommen (Konjunktivitis und Keratitis solaris). Bei großflächigem Sonnenbrand können auch Fieber, Schwäche und Kopfschmerzen auftreten. Durch Anamnese und Klinik ist der Sonnenbrand von anderen Photodermatosen wie Wiesengräserdermatitis, phototoxischen Dermatitiden, Lichturtikaria u. Ä. gut unterscheidbar.
In der Regel heilen die Symptome ohne Narbe, mit einer reversiblen Hyperpigmentierung (Dunkelfärbung) der Haut ab. Schwerere Verbrennungen können blasse Narben hinterlassen. Zwar ist die Erkrankung zunächst harmlos, doch wird der kindliche Sonnenbrand als der wichtigste Risikofaktor für den schwarzen Hautkrebs (malignes Melanom) angesehen.

## Häufigkeit
Sonnenbrand ist eine alltägliche Erfahrung. Jeder sechste erwachsene US-Amerikaner bekommt pro Jahr mindestens einen Sonnenbrand, jeder zehnte zwei, jeder elfte drei oder mehr. Von drei Kindern hatten zwei im letzten Jahr mindestens einen Sonnenbrand; unter allen Altersgruppen verwendete nur eine Minderheit Sonnenschutzmaßnahmen. Nichtweiße Amerikaner bekommen nur etwas seltener Sonnenbrand. In der Schweiz und in Deutschland sind bewusste Sonnenschutzmaßnahmen in der Bevölkerung ähnlich gering verbreitet, mit der Ausnahme von Eltern kleiner Kinder.

## Ursachen

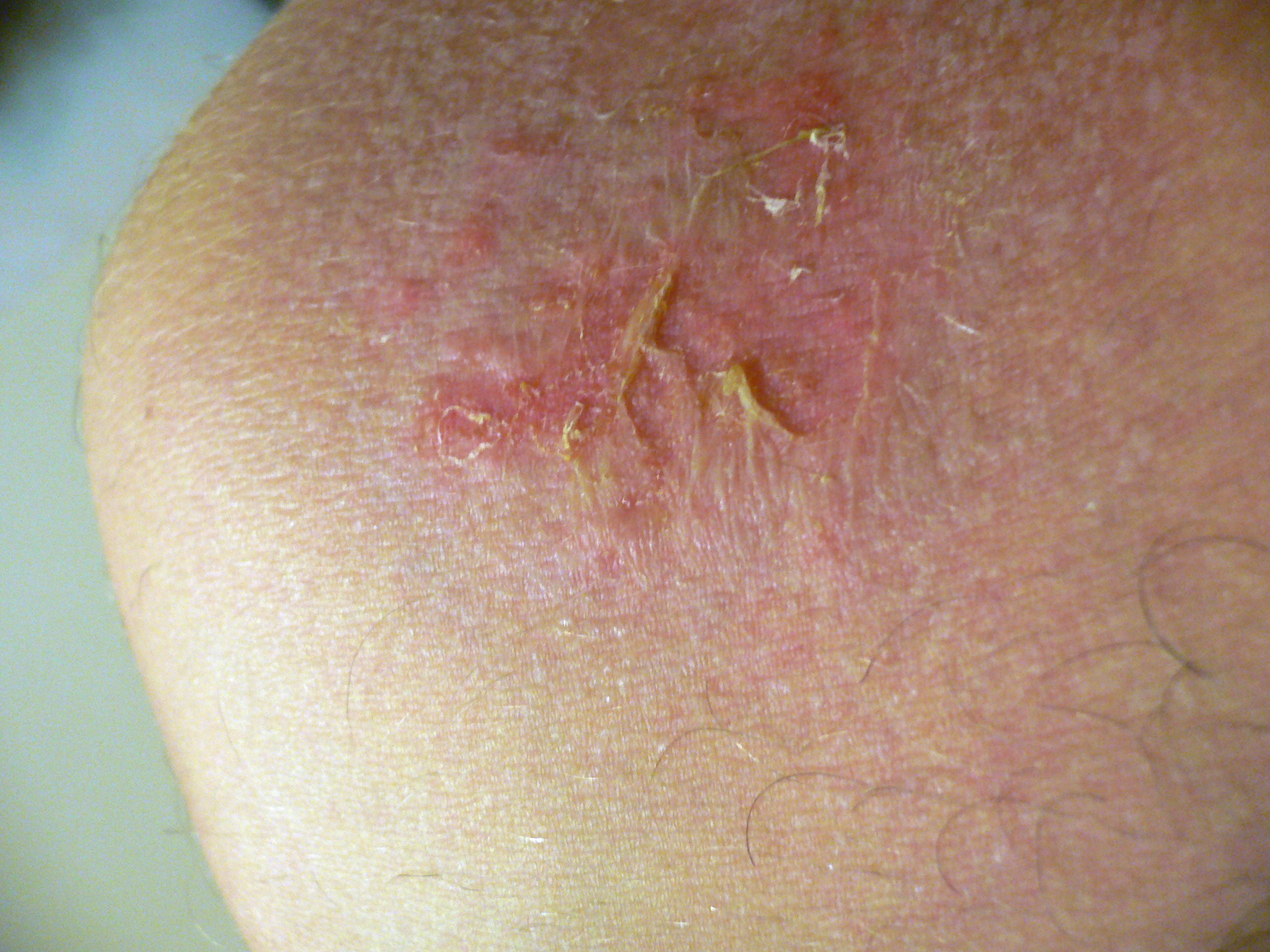
Blasenbildung auf der Haut nach Sonnenbrand

Biologisch wirksam in der Haut sind vor allem die UVB-Strahlen (280–320 nm
Wellenlänge), da sie kurzwelliger und somit energiereicher sind. Sie führen bei überhöhter Dosierung zu diversen Schäden an der DNA, vor allem zu Pyrimidin-Dimeren. Möglicherweise sind auch Schäden der microRNA bedeutsam. UVA dringt tiefer in die Haut ein und schädigt dort das Kollagen der Dermis, was zur Abnahme der Hautelastizität führt. In sehr hoher Dosis verursacht aber auch UVA sowohl Sonnenbrand als auch DNA-Schäden (Mutationen) und damit im schlimmsten Fall Hautkrebs.
Pathomechanismus des Sonnenbrandes ist eine strahlenbedingte Schädigung der Epidermiszellen, welche durch Freisetzen von Mediatoren eine Entzündung der Dermis (Lederhaut) bewirkt. Es kommt zu einer Erweiterung der Gefäße und in der Folge zur Rotfärbung der Haut, zu erhöhter Durchblutung (Erwärmung) und Austritt von Flüssigkeit in das Gewebe (Blasenbildung). Frühestes histologisches Zeichen sind vakuolisierte Keratozyten, sogenannte Sonnenbrandzellen.

## Risiken
Sonnenbrand tritt bei jeder übermäßigen Sonnenexposition auf, überwiegend jedoch bei hellhäutigen Menschen der Hauttypen I und II. Diese Personen haben eine kürzere Eigenschutzzeit und eine niedrigere minimale Erythemdosis MED. Die MED ist beim winterblassen Hauttyp I in Mitteleuropa, Sommer, mittags nach 10–45 min erreicht (Worret/Gehring 2004), nach anderer Quelle (Altmeyer/Hoffmann 2006) nach 20 min. Häufig wiederkehrende Belastungen knapp unterhalb der MED können chronische Hautschäden (Falten, Flecken) verursachen und die Entstehung von Hautkrebs fördern.
Dem Sonnenbrand vorbeugen kann man durch Verzicht auf Sonnenbäder, deckende Kleidung und durch Auftragen von Sonnenschutzmitteln. Es sollte berücksichtigt werden, dass Fensterglas und gewöhnliche Textilien einen Teil der UV-B-Strahlung durchlassen, z. B. Polyethylen 42 %, trockene Baumwolle 11 %. Wasser absorbiert UV-B nur schwach (50 % in 1 m Tiefe), deshalb sind Schnorcheltaucher besonders gefährdet. Schnee reflektiert die Strahlung zu fast 100 % und erhöht damit das Sonnenbrandrisiko deutlich (vgl. Worret/Gehring 2004). Insbesondere die Augen und Lippen sollten geschützt werden, da sie üblicherweise von Winterkleidung nicht bedeckt werden, und besonders empfindlich sind.
Ein plötzlich erhöhter UV-Index, z. B. durch Winterurlaub in den Tropen oder die Exposition von sonst bedeckten Hautstellen (im Frühjahr, im Freibad), ist auch für Erwachsene zusätzlich riskant. Dann sollte auf jeden Fall Sonnenschutzmittel benutzt werden, auch wenn kühle Luft über die Wirkung der Sonnenstrahlen täuscht. Nach wenigen Wochen schützt sich die Haut durch Pigmentierung mit Melanin und eine verdickte Hornschicht (Lichtschwielen).
Die Augenlinse jedoch akkumuliert Schäden durch UVB und wird im Alter trübe (grauer Star). Eine akute Gefahr für die Augen ist die sogenannte Schneeblindheit, eine Art Sonnenbrand der Hornhaut des Auges. Je nach Dauer des Aufenthalts an der Sonne sollten spezielle Gletscher- oder Schneebrillen verwendet werden. Auch Wasser und heller Sand reflektieren UV-Strahlen stark, wodurch sich die Schutzzeit verkürzt.
Die kühlende Wirkung von Wind nimmt dem UV-Licht nichts von seiner Sonnenbrandgefahr. Auch dünne Wolken mindern UV-Strahlung kaum.
Ozonarme Luft aus dem Ozonloch kann gelegentlich in die gemäßigten Breiten einströmen und den UV-Index plötzlich stark erhöhen.

### Risiken für Kinder

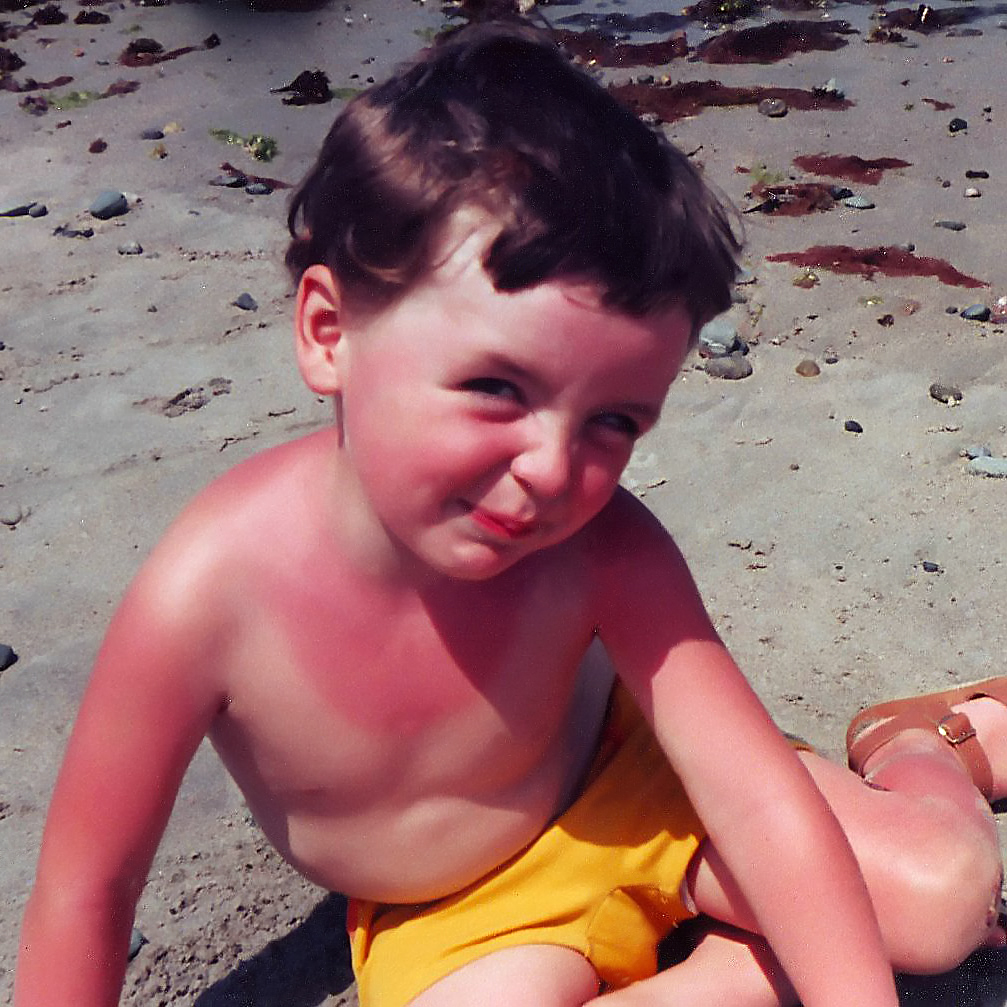
Sonnenbrände, insbesondere in der Kindheit, erhöhen das Risiko für ein malignes Melanom signifikant.

Säuglinge und Kleinkinder vertragen starke Sonneneinstrahlung auf unbedeckte Haut oder in die Augen grundsätzlich nicht, weshalb als Schutz an sonnigen Tagen und während des gesamten Sommerhalbjahres leichte, aber voll bedeckende Kleidung notwendig ist. Dazu gehören zum Beispiel Mützen, die auch den Nacken bedecken, und Sonnenbrillen. Ein zusätzlicher Sonnenschirm für die Kinder sorgt für noch besseren Schutz.
Der Strahlenschutzkommission beim Bundesministerium für Umwelt, Naturschutz und Reaktorsicherheit zufolge erhöht bereits geringe Einwirkung von Sonnenstrahlung noch unterhalb einer Hautrötung langfristig das Krebsriko: „Für die Entstehung des malignen Melanoms sind wiederkehrende intermittierende UV-Expositionen schon im frühen Kindesalter (0 bis 6 Jahre) verantwortlich. Dazu zählen bereits vereinzelte suberythemale Expositionen und erst recht milde und schwere Sonnenbrände, wie sie bei Urlauben in sonnigen Regionen auftreten können.“ Andererseits sollte im Rahmen einer Risiko-Nutzen-Abwägung bedacht werden, dass UV-Strahlung vom Körper zur Bildung von Vitamin D benötigt wird, und Tageslicht nachweislich Depressionen vorbeugen bzw. die Symptome lindern kann.

## Behandlung

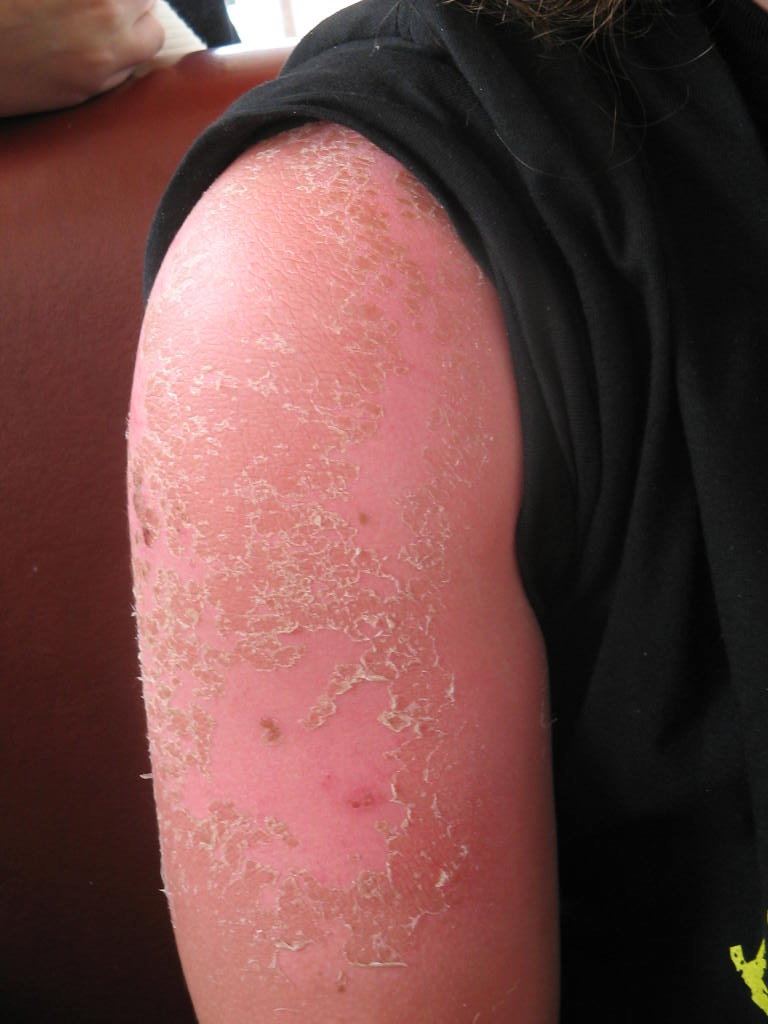
Starker Sonnenbrand

Starker Sonnenbrand sollte von einem Arzt behandelt werden. Die Behandlung beruht auf Kühlung z. B. durch feuchtkalte Umschläge, Lotio alba, und auf antientzündlichen Medikamenten, z. B. topische Steroide der Klasse 2 (als Creme, Lotion oder Milch, Salben sind ungeeignet). Brandblasen können steril eröffnet werden. Bei Allgemeinsymptomen werden Steroide in Tablettenform und NSAIDs wie Ibuprofen verordnet. Ascorbinsäure (Vitamin C) soll – frühzeitig eingenommen – durch ihre antioxidative Wirkung nützlich sein (Reinhardt 2004). Für drei Wochen sollte weitere Sonnenexposition völlig vermieden werden.
Ein leichter Sonnenbrand lässt sich zu Hause auch selbst lindern, am besten mit kühlenden Externa, feuchtigkeitsspendenden Lotionen, Wickel, Kompressen mit kaltem Wasser, Quarkwickel oder -auflagen (außer bei Milcheiweißallergie).
Auch bei erfolgreicher Behandlung steigt die Gefahr von Hautkrebs mit der Zahl der erlittenen Sonnenbrände an.

## Risiken für Pflanzen

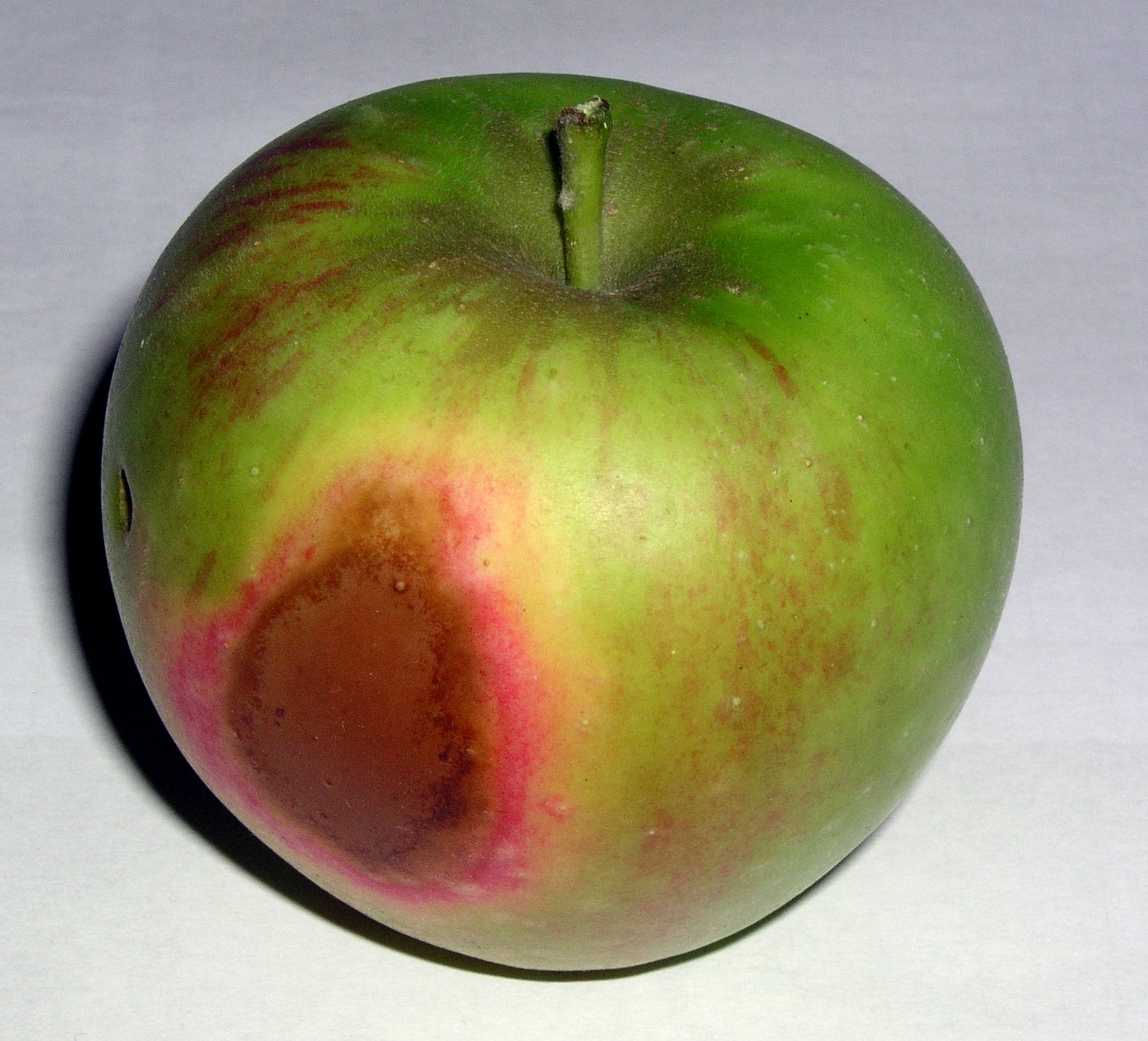
Boskoop-Apfel mit Sonnenbrand

Auch Pflanzen können durch erhöhte UV-Exposition Schaden nehmen. Einige Pflanzen können sich davor schützen. Diese ändern bei extrem starker Sonneneinstrahlung die Chlorophyllzusammensetzung: Das Chlorophyll verbindet sich mit einem Carotinoid. Eingestrahlte Energie wird nun in Wärme umgewandelt. Lässt die Stärke der Sonneneinstrahlung wieder nach, trennt sich das Carotinoid wieder vom Chlorophyll und die Pflanze nutzt die Sonneneinstrahlung wieder zur Energieerzeugung.